# Cisjordània

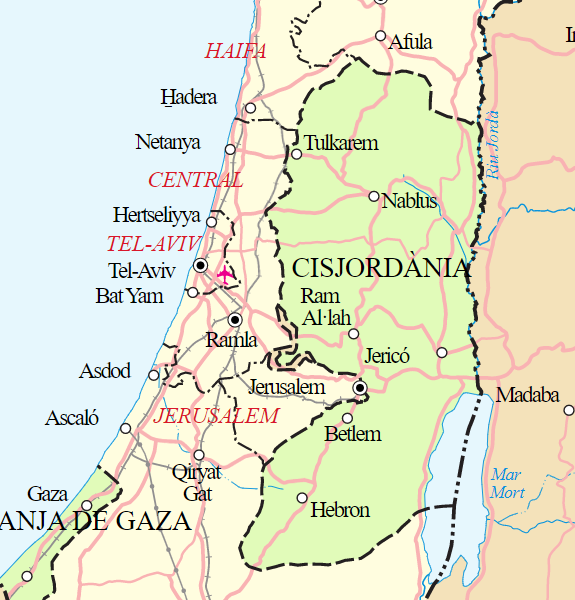
Mapa de Cisjordània

Cisjordània o Judea i Samaria és el territori de l'Orient Mitjà, localitzat a la vora occidental del riu Jordà, delimitat a l'est pel Jordà i la Mar Morta, i a l'oest per la línia verda, la línia d'alto el foc que separa el territori palestí de l'estat d'Israel.
Cisjordània és considerada «territori ocupat» pel dret internacional i les Nacions Unides, la major part de la comunitat internacional, l'Autoritat Nacional Palestina, que governa Cisjordània, i Hamàs, que governa la Franja de Gaza, així com una sèrie d'ONG, diaris, acadèmics i partits polítics (Llista Conjunta, Mérets) dins Israel mateix. Excepte Jerusalem Est, Cisjordània no ha estat formalment annexionada per Israel i, segons el dret internacional, no pertany de iure a cap Estat en renunciar Jordània a la seva sobirania (després de la seva annexió il·legal l'any 1948), de manera que es troba a l'espera de resoldre el seu estatus definitiu, juntament amb la Franja de Gaza, per la comunitat internacional (com ho va fer el 1947 a les Nacions Unides) o en futures rondes de negociacions entre israelians i palestins. Per això, com que no existia sobirania prèvia, més enllà de la colonització anglesa i el repartiment de les Nacions Unides, Israel ho considera un «territori disputat» i no un règim d'«ocupació», mentre que el dret internacional, que no accepta la conquesta militar com a base de dret, el rebutja.

## Etimologia
Etimològicament, «Cisjordània» designa la regió de la vora occidental del Jordà (en contraposició a la Transjordània, que significa «l'altra vora del Jordà»). Els angloparlants usen generalment el terme West Bank, la «Ribera de l'Oest». A Israel, el govern i alguns israelians d'ideologia sionista han adoptat la denominació יהודה ושומרון «Yehudà veShomrón» (literalment «Judea i Samaria»), ja que és el terme que fa referència als territoris bíblics dels dos regnes que van sortir del cisma entre Judea (amb capital a Jerusalem) i el Regne d'Israel (la capital del qual era Samària). Una altra part d'israelians (entre ells la majoria dels mitjans de comunicació) fan servir la versió hebrea del nom anglès reconegut internacionalment (West Bank), és a dir «haGadà». En àrab, la segona llengua oficial de l'estat d'Israel, es fa servir sovint la denominació de فلسطين, = Filastín, o «Palestina», pel fet que és territori palestí ocupat i part del territori d'un possible futur estat palestí. El nom de Palestina (Filistín) prové de Filistina, terra de filisteus (poble bíblic enemic dels israelians, ja extint) i nom el qual va ser imposat als jueus després de sufocar una revolució contra l'Imperi Romà, la Revolta de Bar Kokhebà. Es van unir així les províncies de Síria i Judea en una sola, Palestina. Fins que els àrabs no van apropiar-se aquest terme, els jueus també es referien a Israel com a Palestina, tant és així que el periòdic sionista The Jerusalem Post abans es deia The Palestine Post, autor ja aleshores de la famosa portada «State of Israel is born» l'any 1948.

## Israel i la Cisjordània
Donades les aspiracions incompatibles entre sionistes i població indígena, les Nacions Unides van adoptar el 29 de novembre de 1947 una resolució no vinculant (Resolució 181) que recomanava la partició de Palestina en dos estats independents, un estat jueu que ocuparia el 56% del territori palestí i un estat àrab que ocuparia el territori restant, que a part d'incloure Galilea Superior, Galilea Occidental i la Franja de Gaza, també incloïa l'àrea que en anglès va passar-se a anomenar West Bank i que en català es coneix com a Cisjordània. Tant l'òrgan representatiu dels interessos de la població palestina, l'Alt Comitè Àrab (àrab: اللجنة العليا العربية, anglès: Arab Higher Committee), com les diferents institucions de la comunitat palestina van rebutjar el pla de partició, i els països de la Lliga Àrab van donar suport a aquesta decisió, fonamentant-ho, per una banda, amb el fet que el 67% de la població resident en el territori del futur estat d'Israel era de cultura àrab i, per altra banda, amb el fet que s'entregaria a canvi de res el 56% del territori palestí a una comunitat que en aquell moment posseïa legalment només el 7% del territori. Les Nacions Unides feia poc que s'havien constituït i encara no havien desenvolupat mecanismes per fer complir resolucions, així que davant una situació on quedava clar que les Nacions Unides no podrien imposar cap solució, i aprofitant que el Mandat Britànic tenia ja data de fi (15 de maig del 1948), els jueus sionistes van decidir aprofitar el buit de poder per començar a comprar part del territori. El període entre novembre del 1947 i maig del 1948 va ser un de guerra civil no declarada i de posada en marxa d'un pla (Pla Dalet) d'assentar les fronteres del nou estat hebreu. Tot i que el Mandat Britànic no finalitzava oficialment fins al 15 de maig del 1948, a la pràctica ja havia començat a desmantellar les seves estructures i va deixar d'intervenir com a força d'ordre. Durant aquests anys, els líders dels jueus sionistes van pactar amb Jordània el repartiment del territori palestí entre el futur estat d'Israel i Jordània. L'acord va incloure que Israel deixés a Jordània ocupar territori palestí sense intervenir. Així, el 1950 Jordània es va annexar Cisjordània, justificant-ho com a ocupació provisional fins que no es formés un estat palestí. Anys abans, Jordània es va assegurar el suport del Regne Unit en el seu pla d'ocupar Cisjordània, de forma que un cop ocupat el territori, el Regne Unit va ser l'únic país que va reconèixer aquest annexament. Durant la Guerra dels Sis Dies del 1967, Israel va conquerir i ocupar territoris fronterers dels estats que l'havien atacat per salvaguardar la seva pròpia seguretat nacional. Actualment Israel administra el territori. Jordània va renunciar al territori cisjordà oficialment el 1988 en considerar que l'Organització per a l'Alliberament de Palestina (OAP) era l'únic representant legítim del poble palestí. Tot i això, durant l'ocupació jordana i egípcia de Cisjordània (Judea i Samaria) i la Franja de Gaza respectivament, que va durar decennis, mai no es va manifestar la voluntat de crear-hi cap estat palestí.
El fet que el territori cisjordà sigui considerat pels jueus d'ideologia sionista com la seva antiga pàtria ha provocat que, després de la guerra dels Sis Dies, repetidament grups sionistes hagin construït assentaments en els llocs que coincideixen amb les localitats bíbliques del territori, sovint amb el consentiment tàcit del govern, tot renovant els noms bíblics originals i comprant terres als propietaris palestins. La política dels assentaments ha consistit a anar obtenint terreny a Cisjordània abans que s'arribi a un acord definitiu d'establiment d'un estat palestí, de forma que la realitat sobre el terreny forci a considerar incloure aquests assentaments ja construïts.
Els israelians d'ideologia sionista es refereixen al territori de Cisjordània com a territori «disputat», fonamentant-ho amb el fet que no existeix un estat palestí; però els palestins, les Nacions Unides i la gran majoria de països del món consideren que es tracta d'un territori palestí «ocupat». La construcció per part d'Israel d'un mur il·legal de centenars de quilòmetres que aïlla determinades poblacions i parteix pobles palestins en dos i que Israel justifica per motius de seguretat han empitjorat les relacions mútues. Tot i que hi ha algunes persones que comparen la situació actual amb la de l'apartheid de Sud-àfrica, a l'Estat d'Israel tots els ciutadans, sense importar raça, religió o sexe, gaudeixen dels mateixos drets. Consegüentment, els ciutadans àrabs també tenen representació al parlament israelià. El 23 de gener del 2014, la Ministra d'Afers Exteriors del Canadà, Julie Bishop, va afirmar en una entrevista que, en realitat, els assentaments israelians a Judea i Samaria (altrament coneguda com a Cisjordània) no són il·legals segons la llei internacional. A més a més, va alertar del perill del ressorgiment de l'antisemitisme camuflat d'antisionisme, que culpa i criminalitza a Israel de tots els conflictes de l'Orient Mitjà i accentua l'odi contra les comunitats jueves arreu del món. N'és un exemple l'assassinat de 3 nens i un adult jueus a una escola jueva de Tolosa de Llenguadoc, França.

## Població i govern
La principal ciutat palestina de Cisjordània és Jerusalem oriental, annexada per Israel l'any 1967 durant la Guerra dels Sis Dies. Jerusalem és el centre cultural, religiós i turístic de la Cisjordània. Altres ciutats importants són Betlem, Hebron, Jericó, Ramal·lah, Nablus, Tulkarem, Jenin i Qalqilya.
A més de les ciutats palestines, existeixen a Cisjordània més de 200 assentaments israelians, quatre dels quals han estat desmantellats com a part del pla de retirada unilateral israeliana. També hi ha dinou camps de refugiats palestins. La població del territori és de 2,5 milions d'habitants, dels quals 700.000 són refugiats, i d'ells una quarta part viu en 19 camps de refugiats.
Encara que el territori és administrat per Israel, té un cos governamental propi, l'Autoritat Palestina de Cisjordània i la Franja de Gaza. La majoria de la població és àrab.